# Records des Pelicans de La Nouvelle-Orléans
Cette page liste les records de l'équipe et des joueurs des Pelicans de La Nouvelle-Orléans depuis leur création en 2002.

## Records individuels en saison régulière
Légende: En Gras : joueurs encore en activité en NBA.

### En carrière
| Statistique             | Joueur         | Record |
| ----------------------- | -------------- | ------ |
| Matchs joués            | David West     | 530    |
| Points                  | Anthony Davis  | 11 057 |
| Passes décisives        | Chris Paul     | 4 228  |
| Interceptions           | Chris Paul     | 1 010  |
| Total de rebonds        | Anthony Davis  | 4 906  |
| Contres                 | Anthony Davis  | 1 121  |
| Tirs marqués            | Anthony Davis  | 4 152  |
| 3 points inscrits       | C. J. McCollum | 692    |
| Lancers francs inscrits | Anthony Davis  | 2 572  |
| Pertes de balles        | Jrue Holiday   | 1 164  |

### Sur un match
| Statistique                | Joueur                      | Record | Date                                             |
| -------------------------- | --------------------------- | ------ | ------------------------------------------------ |
| Minutes                    | Ryan Anderson               | 57     | 2 décembre 2013                                  |
| Points                     | Anthony Davis               | 59     | 21 février 2016                                  |
| Paniers marqués            | Anthony Davis               | 24     | 21 février 2016                                  |
| Paniers tentés             | Anthony Davis               | 35     | 10 février 2018                                  |
| Paniers à 3 points réussis | C. J. McCollum              | 11     | 30 novembre 2022                                 |
| Paniers à 3 points tentés  | Lonzo Ball                  | 17     | 1er mai 2021                                     |
| Lancers francs réussis     | Anthony Davis               | 21     | 26 février 2018                                  |
| Lancers francs tentés      | Anthony Davis               | 26     | 26 février 2018                                  |
| Rebonds défensifs          | Anthony Davis               | 21     | 2 janvier 2019                                   |
| Rebonds offensifs          | Tyson Chandler Emeka Okafor | 12     | 13 février 2007 17 décembre 2007 17 janvier 2011 |
| Total rebonds              | Anthony Davis               | 26     | 2 janvier 2019                                   |
| Passes décisives           | Rajon Rondo                 | 25     | 27 décembre 2017                                 |
| Interceptions              | Chris Paul                  | 9      | 20 février 2008                                  |
| Contres                    | Anthony Davis               | 10     | 11 mars 2018                                     |
| Balles perdues             | Darren Collison             | 10     | 10 février 2010                                  |

## Records individuels en Playoffs

### En carrière
| Statistique             | Joueur          | Record |
| ----------------------- | --------------- | ------ |
| Matchs joués            | David West      | 24     |
| Points                  | Chris Paul      | 504    |
| Passes décisives        | Chris Paul      | 256    |
| Interceptions           | Chris Paul      | 47     |
| Total de rebonds        | David West      | 169    |
| Contres                 | Anthony Davis   | 33     |
| Tirs marqués            | Chris Paul      | 183    |
| 3 points inscrits       | Peja Stojaković | 36     |
| Lancers francs inscrits | Chris Paul      | 119    |
| Pertes de balles        | Chris Paul      | 68     |

### Sur un match
| Statistique                | Joueur                       | Record | Date                                      |
| -------------------------- | ---------------------------- | ------ | ----------------------------------------- |
| Minutes jouées             | Chris Paul                   | 48     | 19 mai 2008                               |
| Points                     | Anthony Davis                | 47     | 21 avril 2018                             |
| Paniers marqués            | David West                   | 16     | 13 mai 2008                               |
| Paniers tentés             | Jamal Mashburn Anthony Davis | 27     | 2 mai 2003 4 mai 2018                     |
| Lancers francs réussis     | Anthony Davis                | 15     | 21 avril 2018                             |
| Lancers francs tentés      | Anthony Davis                | 17     | 21 avril 2018                             |
| Paniers à 3 points réussis | C. J. McCollum               | 6      | 19 avril 2022                             |
| Paniers à 3 points tentés  | Baron Davis Trey Murphy III  | 12     | 26 avril 2003 27 avril 2004 21 avril 2024 |
| Rebonds défensifs          | Anthony Davis                | 17     | 8 mai 2018                                |
| Rebonds offensifs          | Jonas Valančiūnas            | 13     | 17 avril 2022                             |
| Total rebonds              | Jonas Valančiūnas            | 25     | 17 avril 2022                             |
| Passes décisives           | Rajon Rondo                  | 21     | 4 mai 2018                                |
| Interceptions              | Chris Paul Rajon Rondo       | 5      | 19 mai 2008 1er mai 2018                  |
| Contres                    | David West                   | 5      | 13 mai 2008                               |
| Balles perdues             | Rajon Rondo Jrue Holiday     | 7      | 21 avril 2018 1er mai 2018                |

## Records de la franchise

### Sur une saison
| Statistique                    | Record | Moyenne par match         | Saison    |
| ------------------------------ | ------ | ------------------------- | --------- |
| Points marqués                 | 9 466  | 115,4 points / match      | 2018-2019 |
| Rebonds                        | 3 878  | 47,3 rebonds / match      | 2018-2019 |
| Passes décisives               | 2 216  | 27,0 passes / match       | 2018-2019 |
| Interceptions                  | 708    | 8,6 interceptions / match | 2003-2004 |
| Contres                        | 523    | 6,4 contres / match       | 2013-2014 |
| Tirs marqués                   | 3 581  | 43,7 tirs / match         | 2018-2019 |
| Tirs tentés                    | 7 563  | 92,2 tirs / match         | 2018-2019 |
| Pourcentage au tir             | 48,6%  | /                         | 2023-2024 |
| 3 points marqués               | 1 023  | 12,5 tirs / match         | 2023-2024 |
| 3 points tentés                | 2 839  | 34,6 tirs / match         | 2024-2025 |
| Pourcentage à 3 points         | 38,9%  | /                         | 2007-2008 |
| Lancers francs marqués         | 1 649  | 20,1 tirs / match         | 2005-2006 |
| Lancers francs tentés          | 2 176  | 26,5 tirs / match         | 2005-2006 |
| Pourcentage aux lancers francs | 80,7%  | /                         | 2008-2009 |
| Pertes de balles               | 1 228  | 15,0 pertes / match       | 2003-2004 |